# 601731 Kukuczka
601731 Kukuczka este o planetă minoră (asteroid) din centura de asteroizi. A fost descoperită pe 3 august 2013 la  de  și a fost numită după Jerzy Kukuczka⁠(d). 
Obiectul prezintă o orbită caracterizată de o semiaxă mare de 2,683954923213 UAi, o excentricitate de 0,26238873284213, o înclinație de 13,307745382863 ° în raport cu ecliptica.